# Stelle e sistemi planetari nella fantascienza
La nascita e lo sviluppo del genere letterario della fantascienza, a partire dai primi anni del XX secolo, ha ridestato nel pubblico l'interesse per le stelle; alcune delle tematiche principali della narrazione fantascientifica sono infatti l'esplorazione dello spazio, la sua colonizzazione e la realizzazione di viaggi interstellari alla ricerca di mondi abitabili in sistemi planetari orbitanti intorno a stelle differenti dal Sole. Quella che segue è una lista delle stelle e dei sistemi planetari che hanno caratterizzato i racconti fantascientifici.
Per un elenco dei singoli pianeti vedi invece Pianeti immaginari.

## Panoramica generale
La questione se esistano altri mondi o universi abitabili (pluralità dei mondi) è stata dibattuta a livello filosofico fin dall'antichità. Durante il Medioevo l'idea generale era tuttavia che le stelle e i pianeti - che apparivano come semplici punti luminosi fissati nel firmamento - non fossero veri e propri corpi fisici. L'idea che intorno ad altre stelle potessero orbitare dei pianeti risale almeno a Giordano Bruno, che, nel suo De l'infinito universo et mondi (1584), aveva dichiarato che esistessero "innumerevoli Soli, attorno ai quali orbitavano un gran numero di Terre, le quali erano abitate da numerose forme di vita".
Allusioni o riferimenti a possibili abitanti di sistemi planetari extrasolari furono estremamente rari nella letteratura per molti secoli, almeno fino all'invenzione del telescopio. Il concetto che i pianeti fossero veri corpi fisici infatti non venne preso seriamente fino alle scoperte di Galileo dei primi anni del XVII secolo. In seguito la possibilità di vita extraterrestre divenne un luogo comune del discorso dotto e il numero di teologi che si occuparono della questione divenne significativo a partire dal Settecento, specie in ambito anglosassone. Voltaire nel 1752 scrisse l'opera filosofica Micromega, che narra di un viaggio immaginario verso la stella Sirio. Nel corso della rivoluzione scientifica e della conseguente Età dei lumi la pluralità dei mondi divenne una possibilità considerata dall'opinione generale.

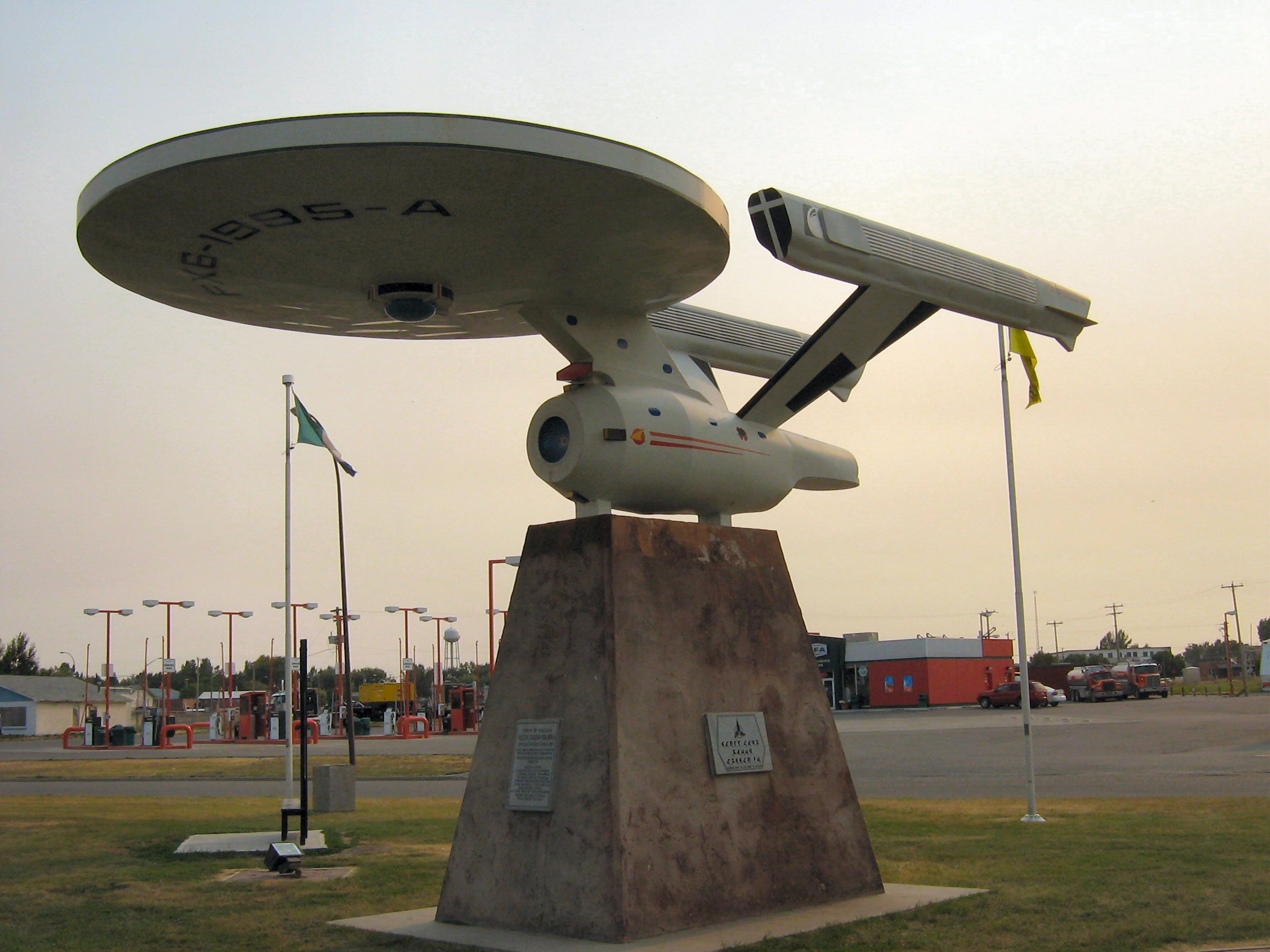
La Nave stellare Enterprise, protagonista di numerosi episodi della serie fantascientifica Star Trek.

Durante l'Ottocento i costanti miglioramenti della tecnologia dei telescopi lasciavano presagire importanti scoperte sulla vita negli altri pianeti, sia a livello accademico sia nell'opinione pubblica.
L'astronomo e scrittore di fantascienza francese Camille Flammarion fu uno dei principali sostenitori di tale idea durante la seconda metà del XIX secolo. Egli fu anche tra i primi a proporre l'idea che gli esseri extraterrestri fossero davvero alieni, e non semplicemente variazioni delle creature terrestri.
Con lo sviluppo del genere fantascientifico - a partire dai romanzi scientifici di Verne e Wells e poi con l'epoca d'oro della fantascienza negli anni trenta-quaranta del Novecento - destinazioni come la Luna, Marte, Venere o altri pianeti del sistema solare divennero stereotipate. Gli autori iniziarono allora ad immaginare delle tecnologie che consentissero di intraprendere viaggi intestellari a velocità superiori a quella della luce ed ambientarono le loro storie su immaginari sistemi extrasolari, il che consentì loro liberamente di elaborare temi ed ambientazioni più esotiche. Questa tendenza divenne predominante quando l'esplorazione del sistema solare mostrò che era altamente improbabile che potesse esistere nel nostro sistema planetario qualche forma evoluta di vita extraterrestre.
Una delle serie fantascientifiche più note, ambientata tra le stelle della nostra Galassia, è Star Trek; si tratta di un lungo ciclo di serie televisive e film ambientati in un futuro in cui l'uomo ha raggiunto un livello tale di tecnologia da poter intraprendere viaggi nello spazio interstellare ed intragalattico ed entrare in contatto con civiltà aliene, riunendosi con loro in un corpo amministrativo chiamato Federazione Unita dei Pianeti. Nella prima serie televisiva (1967-1969), al comando della grande nave stellare Enterprise, un gruppo multietnico e multiculturale di esploratori si spinge in un viaggio di cinque anni alla scoperta di angoli remoti della Via Lattea. A questa serie sono seguite altre produzioni per il piccolo e grande schermo, nonché una serie animata.
Sebbene buona parte delle stelle nominate dagli autori fantascientifici siano puramente frutto della loro immaginazione, un discreto numero di scrittori ed artisti ha preferito servirsi dei nomi di stelle realmente esistenti e ben noti agli astronomi, o poiché si tratta di alcune delle stelle più brillanti del cielo notturno o perché sono alcune delle più vicine al sistema solare. Alcune di esse tuttavia non sembrano essere, effettivamente, molto favorevoli al sostentamento di forme di vita complesse, assumendo come esempio la Terra. Infatti, il sistema solare esisteva già da un miliardo di anni quando, sul nostro pianeta, comparvero le prime forme di vita, e sono trascorsi altri tre miliardi di anni prima che si evolvessero le forme di vita più complesse, con l'esplosione cambriana. Stelle molto luminose, come Sirio e Vega, possono contare su una vita più breve rispetto al Sole, della durata di circa un miliardo di anni, dunque un tempo che gli astrobiologi ritengono insufficiente per consentire lo sviluppo di forme di vita complesse. Le giganti rosse non sono ugualmente adatte a supportare la vita, poiché si tratta di una fase instabile, che dura per un tempo piuttosto breve, nell'evoluzione di una stella di massa media, durante la quale l'astro diviene centinaia di volte più luminoso che durante la sequenza principale. Ad eccezione di alcune, le stelle più vicine, in buona parte deboli nane rosse, possiedono una luminosità intrinseca così poco elevata che risultano invisibili ad occhio nudo; per tale motivo risultano prive di nomi propri, che le renderebbero appetibili agli autori di opere fantascientifiche.

### Significati allegorici
I nomi delle stelle fanno la loro comparsa nelle diverse opere letterarie non solo come ambientazione di episodi fantascientifici, ma anche con intenti allegorici o per i loro richiami mitologici.

Ad esempio, nella tragedia di Sofocle Edipo re, il pastore corinzio si riferisce al sorgere di Arturo come un marcatore temporale, mentre cerca di far ricordare al pastore tebano degli episodi precedenti l'affidamento del piccolo Edipo al pastore corinzio, da parte del tebano, il quale, nel rispetto degli ordini del re Laio, avrebbe dovuto uccidere il neonato.

Ancora in La stella polare, di H. P. Lovecraft, è descritta una perduta civiltà polare sulla quale risplende sempre la Stella Polare, mentre in Le rocce dell'impero, di Roger Zelazny, sono menzionate Phecda (γ Ursae Majoris) ed altre stelle dell'Orsa Maggiore mentre il protagonista visita i campanili della Vecchia Europa. Frank Herbert chiama Fomalhaut (α Piscis Austrini) Foum al-Hout, la Stella polare del Sud, nel suo romanzo I figli di Dune, mentre in Caccia notturna, scritto da Patrick O'Brian, Jack Aubrey determina la longitudine della sua nave nell'Oceano Pacifico determinando la distanza angolare tra la Luna e Fomalhaut.

## Lista dei sistemi planetari
36 Ophiuchi 
- Nell'universo in cui è ambientato il ciclo di Dune di Frank Herbert, 36 Opiuchi B è la stella attorno al quale orbita il pianeta Giedi Primo.
- Nei videogiochi Frontier: Elite II e Frontier: First Encounters, 36 Ophiuchi è un sistema minerario, la cui popolazione è concentrata nella prima luna di 36 Ophiuchi C.

 40 Eridani 

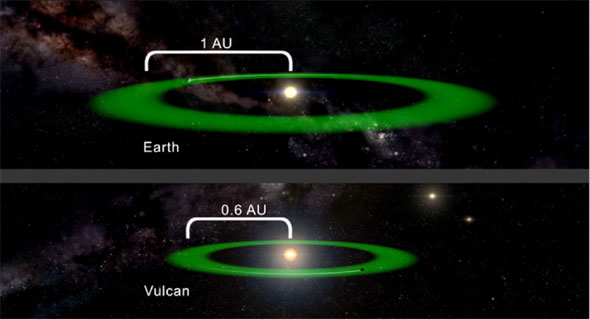
Un contronto tra la zona abitabile del Sole e quella di 40 Eridani

- Nell'universo di Star Trek, 40 Eridani A è la stella attorno a cui ruota il pianeta Vulcano, patria dei vulcaniani. Questo non è stato mai confermato direttamente nei telefilm o nei film (e non è quindi canonico), ma appare sia nel libro autorizzato Star Trek Star Charts, e in un articolo di Gene Roddenberry[8]; inoltre nell'episodio Ritorno a casa viene detto che il sole di Vulcano è distante circa 16 anni luce dalla Terra, mentre 40 Eridani è a circa 16,39 anni luce dal Sole.

 47 Ursae Majoris 
- Nella serie di romanzi Coyote, di Allen Steele, la maggior parte dell'azione si svolge su Coyote, immaginario satellite naturale di 47 Ursae Majoris b, cui è dato il nome di Bear (Orso).

 61 Cygni 
- Nel ciclo della Fondazione di Isaac Asimov, nella seconda parte del romanzo Cronache della Galassia, Lord Dorwin pone 61 Cygni come uno dei possibili mondi d'origine dell'umanità.
- In Oltre l'invisibile, romanzo di Clifford D. Simak, 61 Cygni è l'unico pianeta sul quale gli esseri umani non sono riusciti ad atterrare, rimanendo quindi un mondo misterioso.
- Nel romanzo Stella doppia 61 Cygni, di Hal Clement, 61 Cygni A è la stella attorno al quale ruota il pianeta Mesklin, un gigante gassoso che ospita forme di vita intelligenti (a base di metano), che abitano prevalentemente l'emisfero australe, che hanno l'aspetto di robusti millepiedi e sono in grado di resistere ai valori polari dell'accelerazione di gravità. Sul pianeta sono presenti numerose civiltà, adattatesi in vario modo alle condizioni ambientali - che variano grandemente in costumi e conoscenze tra l'equatore (l'Orlo) e i poli.
- Nell'universo di Rivelazione di Alastair Reynolds, 61 Cygni è il sole del pianeta Sky's Edge.
- Nella serie televisiva britannica Blake's 7, la regione di spazio attorno a 61 Cygni è l'unica area nelle vicinanze della Terra che non è sorvegliata dalla Federazione, perché è abitata da una specie ostile all'umanità.
- Nel gioco di ruolo su Internet Earth & Beyond, 61 Cygni è un sistema nella periferia dell'universo giocabile.
- Nei videogiochi Frontier: Elite II e Frontier: First Encounters, attorno a 61 Cygni vi è un pianeta terraformato, chiamato Scott, noto per il suo ambiente rigido e freddo. Ha tuttavia una florida industria turistica; i visitatori provengono da un vicino mondo minerario, per sperimentare un vero ambiente naturale. 61 Cygni è anche un membro della federazione.

 61 Ursae Majoris 
- Nel ciclo dello Spazio conosciuto di Larry Niven, è il mondo natale degli Kzinti.

 70 Ophiuchi 
- Nel ciclo di Dune di Frank Herbert, Sikun è il terzo pianeta di questa stella.
- Nel romanzo Linea calda Ophiucus di John Varley, un segnale radio in apparenza proveniente da 70 Ophiuchi permette all'umanità di sopravvivere.
- Nei videogiochi Frontier: Elite II e Frontier: First Encounters, in questo sistema vi sono miniere e una sviluppata industria pesante, e vi abitano centinaia di migliaia di persone.

 107 Piscium 
- Nel romanzo Absolution Gap di Alastair Reynolds, in orbita attorno a questa stella vi è un gigante gassoso chiamato Haldora con un satellite chiamato Hela, colonizzato dagli umani tra il ventisettesimo e il ventottesimo secolo.

 Achernar (Alfa Eridani) 
- Nell'episodio Fantasmi del passato della seconda stagione della serie classica di Star Trek, viene detto che nel 2156 avvengono su questo pianeta dei delitti simili a quelli di Jack lo squartatore.
- Nel mondo di Tékumel, di M. A. R. Barker, Achernar è il sistema d'origine della specie chiamata "Ahoggyá".
- Nei videogiochi Frontier: Elite II e Frontier: First Encounters, Achernar (chiamata Achenar) è la capitale dell'Impero.

 Aldebaran 

 Alfa Centauri 

 Alfa Ceti 
- Star Trek:
  - nell'episodio Spazio profondo della prima stagione della serie classica di Star Trek, Ceti Alpha V è il pianeta su cui viene imprigionato Khan Noonien Singh. Viene menzionato anche nel film Star Trek II: L'ira di Khan;
  - nell'episodio Il crepuscolo del tempo della terza stagione di Star Trek: Enterprise, in una linea temporale alternativa, Ceti Alpha V è anche il mondo dove si rifugiano gli ultimi terrestri in seguito alla distruzione della Terra.
- L'Intruso:
  - nel romanzo di fantascienza "L'Intruso" nel sistema planetario di Alfa Ceti viene trovata la piccola astronave aliena abbandonata, all'interno della quale c'è un essere di sesso femminile, apparentemente umana, ibernata.

 Alfa Hydri 
- Nel ciclo della Lega e della Confederazione, creato da C. J. Cherryh, da questa stella provengono i majat, una specie insettoide trattata principalmente nel romanzo La costellazione del serpente.

 Alnilam 
- In SOS naufragio nello spazio (Robinson Crusoe on Mars), film del 1964 diretto da Byron Haskin, ispirato alle avventure di Robinson Crusoe, Alnilam è la provenienza degli alieni.

 Alshain (Beta Aquilae) 
- Nel romanzo SpaceWreck: Ghost Ships and Derelicts of Space di Stewart Cowley, della serie della Terran Trade Authority, la storia The Warworld of Alshain è ambientata su Alshain IV, un mondo morente abitato da una specie un tempo tecnologica, ma ridotta al rango di selvaggi cannibali.
- Nel videogiochi FreeSpace 2, Alshain è il luogo dove è stata siglata la Beta Aquilae Convention (BETAC) che stabilisce l'alleanza tra terrestri e Vasudan.
- In Star Trek, l'episodio Echi mentali della serie The Next Generation stabilisce, attraverso un diagramma computerizzato, che il pianeta Beta Aquilae II fa parte, nel XXIV secolo, del territorio della Federazione, dove è presente una popolazione umana e una stazione di addestramento della Flotta Stellare.

 Altair 

 Antares (Alpha Scorpii) 
- La serie di Dray Prescot, di Kenneth Bulmer, è ambientata su un pianeta chiamato Kragen, in orbita attorno ad Antares.
- In Star Trek:
  - la canzone romantica Beyond Antares è cantata in alcune puntate della serie classica dal tenente Uhura (per la prima volta nell'episodio della prima stagione Il naufrago delle stelle;
  - nel film Star Trek II: L'ira di Khan, Khan minaccia di inseguire Kirk nel "Maelstrom di Antares".
- Nella serie televisiva animata Tartarughe Ninja alla riscossa, nell'episodio Invasion of the Turtle Snatchers, la Terra è visitata da una famiglia proveniente da un pianeta in orbita attorno ad Antares.
- Menzionato nel gioco di ruolo su Internet Earth & Beyond.
- Nel videogioco Master of Orion 2: Battle at Antares, Antares è il pianeta di origine di una specie che ha un conflitto con gli orioniani.
- Nei videogiochi Frontier: Elite II e Frontier: First Encounters, è una stella a centinaia di anni luce dallo spazio popolato e non possiede pianeti abitabili.
- Nella trilogia di Antares di Michael McCollum, una civiltà umana molto avanzata è distrutta quando Antares diventa una supernova.
- Nel film Cocoon, l'energia dell'universo, gli alieni che arrivano sulla Terra provengono da Antares.

 Arturo (Alpha Boötis) 
- Nel romanzo A Voyage to Arcturus di David Lindsay, del 1920, Arturo è un sistema binario abitato.
- Nel ciclo della Fondazione di Isaac Asimov, Arturo è la capitale del settore di Sirio dell'Impero Galattico.
- Il romanzo di Gordon R. Dickson Alien From Arcturus (ampliato come Arcturus Landing) del 1956 descrive un tentativo di costruire una forma di propulsione per viaggiare più veloci della luce.
- Nel serial The Curse of Peladon della serie Doctor Who, Marte e Arturo sono descritti come vecchi nemici.
- Nella serie Guida galattica per gli autostoppisti di Douglas Adams, il "mega-asino arturiano", il "mega-cargo arturiano" ed altri elementi con nomi simili originano presumibilmente da un pianeta che orbita attorno ad Arturo.
- Nei fumetti Marvel, il sistema arturiano è un sistema binario e ha almeno quattro pianeti. È abitato dalla specie aliena dei Fortisquian.
- Nel film del 1986 Aliens - Scontro finale, Arturo è il pianeta che i marine spaziali visitarono in licenza.
- Nella commedia fantascientifica Spaced Invaders, del 1990, il marziani stanno combattendo una guerra contro gli arturiani.
- Nel gioco di ruolo 2300 AD, Arturo è il luogo dove si trova la Stazione Arturo, una stazione di ricerca umana invasa dai Kafer, una specie aliena. Nel modulo "Missione arturo", i giocatori devono riconquistare la stazione.
- Nei videogiochi Frontier: Elite II e First Encounters, il sistema di Arturo è un membro della Federazione, colonizzato nel 2304. Sul pianeta abitabile del sistema, Discovery, la flora e la fauna sono state sostituite con specie importate dalla Terra. Una leggenda locale è che la stella rimanga stabile fino alla fine del tempo; il sistema è anche il luogo d'origine del narcotico noto come Arcturan Megaweed
- Nel videogioco Escape Velocity Nova, il sistema arturiano è una parte remota ma trafficata della Federazione, il cui maggior guadagno è rappresentato da prodotti minerari del pianeta Fermia. È anche presente in modo rilevante in una delle serie minori di missioni.
- Nel gioco Mass Effect, la Stazione di Arturo agisce come centro di alcune trasmissioni di massa.

 Stella di Barnard 
- Nel romanzo La legione dello spazio di Jack Williamson, la stella di Barnard è la patria dell'antica e terribile razza delle Meduse.
- Nel romanzo Il corridoio nero, di Michael Moorcock, questa stella è la destinazione di un gruppo di persone in fuga dai guasti sociali terrestri.
- Nella serie della Terran Trade Authority, in particolare nel romanzo Spacecraft 2000 to 2100 AD di Stewart Cowley, un pianeta in orbita attorno alla stella di Barnard è il luogo di una misteriosa apparizione che prende la forma di un'astronave non identificata.
- Nella serie della Guida galattica per gli autostoppisti, di Douglas Adams, la stella di Barnard è una stazione di passaggio per viaggiatori interstellari.
- La stella era una delle preferite di Robert L. Forward, che la inserì in numerosi libri. In Rocheworld, il sistema contiene un pianeta gigante, Gargantua, e un pianeta doppio roccioso chiamato Rocheworld, formato da un mondo roccioso (Roche) e uno coperto da un unico oceano (Eau). In Marooned on Eden, dello stesso ciclo, l'astronave Prometheus compie un viaggio di 40 anni per arrivare a Zuni, luna abitabile di Gargantua. In Timemaster, un milionario compie un viaggio di sei anni verso la stella per aprire un wormhole.
- Nella graphic novel Life On Another Planet, di Will Eisner, descrive la reazione dei terrestri dopo la ricezione di un messaggio inviato da esseri intelligenti situati nel sistema della stella di Barnard.
- Nella tetralogia dei Canti di Hyperion, di Dan Simmons, la stella di Barnard possiede un pianeta coltivato, chiamato Mondo di Barnard, patria di Rachel e Sol Weintraub (quest'ultimo è uno dei sette pellegrini protagonisti dei primi due romanzi).
- Nel romanzo Il giardino di Rama, scritto da Arthur C. Clarke e Gentry Lee, attorno alla stella vi è una stazione di passaggio per grandi navi-mondo cilindriche.
- Nei videogiochi Frontier: Elite II e First Encounters, il sistema della stella di Barnard è un importante sistema industriale della Federazione, dove sono presenti miniere e raffinerie vicine alla Terra e agli altri mondi principali.
- Nel gioco di ruolo Traveller, questa stella è la prima destinazione per le navi terrestri.
- Nella miniserie Earth Star Voyager, la stella di Barnard e il suo pianeta Demeter sono la destinazione della nave.

 Beta Aurigae 
- Nel romanzo Wheelworld, di Harry Harrison, Beta Aurigae possiede sei pianeti, di cui uno, Halvmörk, abitabile. Nel romanzo la stella è una nana bianca.
- Nell'episodio L'inversione di rotta, della serie classica di Star Trek, l'Enterprise è in rotta per Beta Aurigae per studiarne il sistema.

 Beta Caeli 
- Nel videogioco Alien Legacy, la storia comincia quando l'astronave UNS Calypso arriva nel sistema di Beta Caeli.

 Beta Canum Venaticorum (Chara) 
- Nel gioco di ruolo 2300 AD, Beta Canum è un pianeta orbitante questa stella, che ospita tre colonie (una britannica, una tedesca e una francese) e l'enclave aliena dei Pentapodi.

 Beta Cassiopeiae (Caph) 
- Nel romanzo La faccia, di Jack Vance, Daswell Tippin proviene da Caph IV.

 Beta Corvi 
- Nel videogioco Star Control II, il quarto pianeta di questa stella è un gigante gassoso, patria di una specie senziente di sacche di gas incandescente chiamati gli Slylandro. Essi chiamano il loro pianeta Source, e vivono in una stretta fascia dell'atmosfera del pianeta che è per loro abitabile. Al contrario della realtà, in cui Beta Corvi è una gigante gialla, nel videogioco la stella è una "nana verde"
- Star Control II: The Ur-Quan Masters, videogioco. Il quarto pianeta nel sistema è una gigante gassosa, sulla quale vive una specie senziente di sacche gassose chiamate Slylandro. Queste danno al proprio pianeta il nome di Source, e vivono all'interno di una stretta banda dell'atmosfera planetaria che trovano abitabile. Star Control II comunque usa nomi di costellazioni realmente esistenti e stelle altrettanto realmente esistenti ma immaginarie per caratteristiche. Beta Corvi in Star Control II è una nana verde invece di una luminosa gigante gialla.

 Beta Librae (Zubeneschamali) 
- Il romanzo breve L'elica d'oro, di Theodore Sturgeon, è ambientato su un pianeta orbitante attorno a Beta Librae.

 Beta Hydri 
- Nell'anime Uchū no Stellvia, la stella Hydrus Beta è vagamente ispirata a Beta Hydri.
- Nel romanzo Un cantico per Leibowitz, di Walter M. Miller, un pianeta di questa stella è colonizzato dall'umanità.
- Nei videogiochi Frontier: Elite II e Frontier: First Encounters, il sistema è controllato dalla Federazione e comprende due pianeti simili alla Terra (uno dei quali è terraformato) abitati da diversi miliardi di persone. È vicino allo spazio imperiale; nel secondo videogioco, è coinvolto in due missioni.
- Nel romanzo Daughters of the Earth, di Judith Miller, il secondo pianeta del sistema, chiamato Uller, è colonizzato dall'astronave Newhope nel 2091 dopo un viaggio di 43 anni.
- Nel romanzo Uller Uprising di H. Beam Piper, il pianeta Uller, abitato da forme di vita basate sul silicio, è situato nel sistema di Beta Hydri.
- In Astronave alla conquista, di Robert A. Heinlein, Beta Hydri è una delle stelle esplorate durante il viaggio della Lewis and Clark.

 Beta Tauri (El Nath) 
- In Star Trek, il libro The Worlds of the Federation (che non è canonico) Beta Tauri è la stella attorno alla quale ruota il pianeta Taurus II, abitato da una violenta specie antropoide, dove la navetta Galileo effettuò un atterraggio di emergenza studiando un fenomeno spaziale (TOS: La Galileo). L'astronave USS El Nath prende il nome dal nome tradizionale della stella.

 Beta Virginis 
- Il romanzo Tau Zero, di Poul Anderson, è centrato sull'equipaggio di un'astronave in rotta per il sistema Beta Virginis, nel quale una sonda ha segnalato l'esistenza di un pianeta abitabile.

 Betelgeuse 

 Canopo (Alpha Carinae) 
- Nell'universo del ciclo di Dune, di Frank Herbert, il pianeta Dune, o Arrakis, è il terzo pianeta di Canopo.
- Nei romanzi Guerra nella Galassia e Ritorno alle stelle, di Edmond Hamilton, Canopo è una capitale del Medio Impero Galattico.
- Nella serie Canopus in Argos, di Doris Lessing, da Canopo proviene una civiltà di esseri benevolenti che giocano un ruolo nella storia umana. La descrizione principale di questi alieni è posta nel romanzo Shikasta.
- Nell'universo di Star Trek, il sistema di Canopo contiene almeno cinque pianeti, di cui almeno tre abitati; il II doveva essere esplorato dall'Enterprise nel 2268 (TOS: Il computer che uccide), mentre il V è la patria di un'entità che assorbe energia nota come Drella (TOS: Fantasmi dal passato). Diverse navi federali sono chiamate USS Canopus.
- Nell'episodio Il rapimento della serie TV Kronos - Sfida al passato, i viaggiatori nel tempo sono trasportati su un pianeta che orbita attorno a Canopo per recuperare Ann MacGregor.
- In BattleTech, la Magistracy of Canopus è un governo interstellare.
- Nei videogiochi Frontier: Elite II e Frontier: First Encounters, Canopo ha alcune colonie minerarie.

 Capella (Alpha Aurigae) 
- Nel romanzo Fanteria dello spazio di Robert A. Heinlein, la distanza tra il Sole e Capella è usata per illustrare la velocità cui viaggiano le navi interstellari.
- Nei fumetti Marvel, i Badoon sono nativi di Capella II.
- Nel videogioco FreeSpace 2, prima che la stella sia distrutta dalle forze Shivan, il sistema è la patria di più di 300 milioni di terrestri ed è uno dei mondi principali dell'alleanza tra terrestri e Vasudan.
- L'episodio Una prigione per Kirk e Co. della serie classica di Star Trek si svolge su Capella IV.
- In BattleTech, Capella era il sistema che governava la Confederazione di Capella.
- Il romanzo Progetto Stelle, di James Gunn, è centrato su un messaggio radio proveniente da capella.
- Nei videogiochi Frontier: Elite II e Frontier: First Encounters, Capella possiede diverse colonie e stazioni spaziali, ma il suo sistema ha una popolazione di meno di 10.000 persone.
- Nel romanzo 'Capella's Golden Eyes', di Christopher Evans, i coloni umani si confrontano con degli alieni indigeni.
- Nel videogioco Escape Velocity, il sistema di Capella è un centro di commercio nella parte nordorientale della Confederazione.
- Capella è menzionata nell'MMORPG Earth & Beyond.

 Chi Draconis 
- Nella serie televisiva Babylon 5, Chi Draconis A è il pianeta d'origine dei Minbari.

 Delta Pavonis 
- Nel romanzo Dune di Frank Herbert, il pianeta Caladan è il terzo mondo del sistema Delta Pavonis.
- Nel romanzo Rivelazione, di Alastair Reynolds, il sistema di questa stella comprende il pianeta Resurgam e la stella di neutroni Hades.
- Il romanzo Sundowner Sheila di F. Gwynplaine MacIntyre è ambientato su Terra Nova, un pianeta che orbita Delta Pavonis in rotazione sincrona, quasi senza librazione, così che in un emisfero è permanentemente giorno e nell'altro permanentemente notte. Il narratore è situato in un punto in cui la stella è permanentemente allo zentih.
- Nell'episodio Il grande programma del 2006 della serie televisiva animata Transformers 2010, Delta Pavonis IV è la patria di una specie di gatti umanoidi, che attaccano un pianeta di cani umanoidi.

Nel romanzo The Voices of Heaven, di Frederik Pohl, il protagonista è ibernato e inviato sul pianeta Pava nel sistema di Delta Draconis.
 Delta Sagittarii 
- Nel romanzo di William R. Fortschen Into the Sea of Stars, la Colonial Unit 122, formato solo da donne, inizia un viaggio verso questo sistema nel 2053, ed è ancora in viaggio un millennio dopo.

 Deneb 

 Enif (Epsilon Pegasi) 
- Nel videogioco Descent: Freespace 2, Epsilon Pegasi è il sito di un importante avamposto e il luogo dove si trova la "Stazione Enif".

 Epsilon Eridani 

- Nella serie di romanzi di Isaac Asimov: nel Ciclo dei Robot, in particolare nel romanzo I robot e l'Impero, ε Eridani è la stella madre del primo mondo colonizzato dalla seconda ondata di pionieri, chiamato Baleyworld[9]. Successivamente in L'orlo della Fondazione, romanzo della serie del Ciclo della Fondazione, il pianeta cambierà il suo nome in Comporellen[10].
- Nel Ciclo dell'invasione, una serie di romanzi dello scrittore statunitense Harry Turtledove, la Terra del periodo della seconda guerra mondiale viene invasa dalla Razza, una specie rettile proveniente dal sistema di τ Ceti. In 50 000 anni della loro storia solo altre due volte questa specie era entrata in guerra, e questo era avvenuto in occasione della conquista dei due mondi che aveva assoggettato, uno dei quali era chiamato Rabotev 2, secondo pianeta del sistema di ε Eridani[11].
- In Star Trek, ε Eridani era stata inizialmente suggerita come stella madre del pianeta Vulcano, mondo natale del Signor Spock e dei Vulcaniani. Tuttavia, nel 1991 Gene Roddenberry, creatore della serie, appurata la giovane età di ε Eridani, dichiarò che una civiltà evoluta come quella vulcaniana non poteva trovarsi attorno a una stella così giovane, e suggerì che il sole di Vulcano fosse 40 Eridani (Keid), molto più vecchia di ε Eridani[12]. Anche una frase del comandante Tucker in Star Trek: Enterprise, dove afferma che «Vulcano è a 16 anni luce dalla Terra», avvalora l'ipotesi che il pianeta si trovi nel sistema di Keid.
- Nel mondo dei videogiochi, uno degli esempi più famosi è quello della serie di Halo, nel quale la stella ospita il pianeta natale degli Spartan, "Reach"[13].

 Epsilon Indi 
- Nel Ciclo dell'invasione di Harry Turtledoce, Epsilon Indi, chiamato Halless, è uno dei sistemi sudditi della Razza; Halless è anche il nome del pianeta natale di una delle specie aliene soggiogate dalla Razza.
- Nel ciclo dello Spazio conosciuto di Larry Niven, il più simile alla Terra tra i pianeti colonizzati dagli umani orbita attorno a questa stella.
- Star Trek:
  - nello Star Fleet Technical Manual (che tuttavia non è considerato canonico) è indicato che Andoria orbita attorno a Epsilon Indi;
  - nell'episodio Sul pianeta Triacon, della serie classica, un'entità malvagia nota come Gorgan proviene da questo sistema.
- Nella serie televisiva Space: Above and Beyond, la colonia Tellus si trova in questo sistema.
- Nella serie di videogiochi Halo vi si trova il pianeta Harvest, il primo attaccato dai Covenant.
- Nel gioco di miniature Full Thrust, Epsilon Indi è uno dei tre sistemi di New Israel.

 Epsilon Orionis 
- Nel film S.O.S. Naufragio nello Spazio, questa stella è la patria degli alieni.

 Eta Cassiopeiae 
- Nell'episodio Terra Nova di Star Trek: Enterprise vi si trova il pianeta Terra Nova, conosciuto anche come Eta Cassiopeiae III.
- Nei videogiochi Frontier: Elite II e First Encounters, la Federazione ha una base navale in questo sistema.

 Fomalhaut (Alfa Piscis Austrini) 

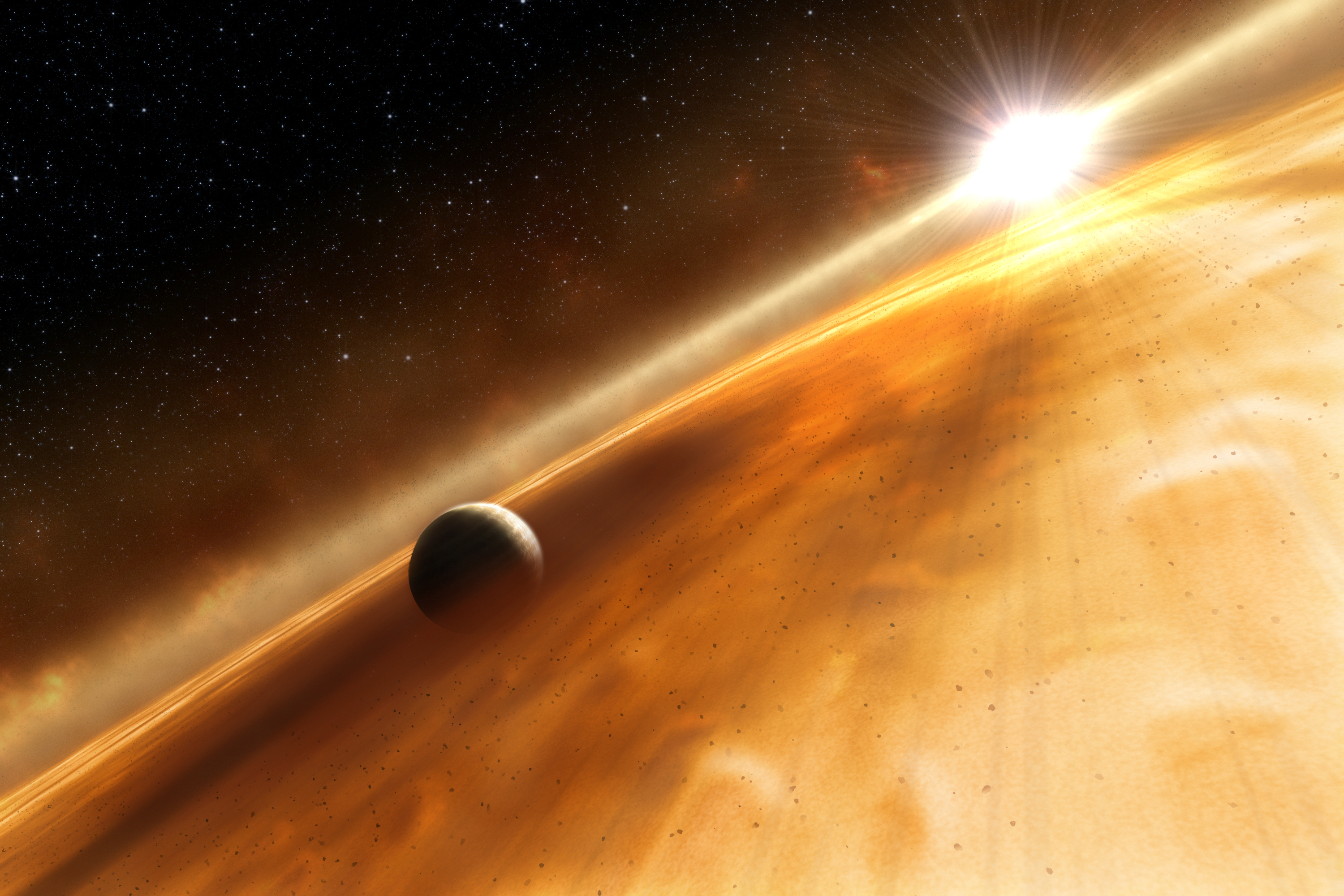
Immagine artistica del pianeta Fomalhaut b in orbita attorno alla stella Fomalhaut, circondata anche da quello che pare essere un disco protoplanetario

- Nel romanzo The House on Curwen Street di August Derleth, e in altre storie del ciclo di Cthulhu di Howard Phillips Lovecraft, Fomalhaut è il luogo d'origine del dio Cthugha.
- Nel romanzo Guerra eterna, di Joe Haldeman, è il nome di un pianeta vicino ad una stella collassata.
- Ne Il mondo di Rocannon, di Ursula K. Le Guin, il secondo pianeta di Fomalhaut è chiamato Rokanan.
- Nel ciclo dei Dorsai, di Gordon R. Dickson, Fomalhaut 3 è il pianeta d'origine dei Dorsai.
- Nel romanzo Ritorno dall'Universo, di Stanisław Lem, il protagonista ritorna sulla Terra dopo una spedizione a Fomalhaut.
- In Utopia, andata e ritorno, di Philip K. Dick, Whale's Mouth è una colonia situata in questo sistema.
- In Radio libera Albemuth, di Philip K. Dick, un satellite alieno proviene da Fomalhaut.
- In Paria dei cieli, di Isaac Asimov, Fomalhaut viene detto essere il sistema stellare di un gruppo di umani che parlano con un pesante accento.
- Nel gioco di ruolo FTL:2448, una grande stazione spaziale, la Stazione Alvarez, orbita attorno al pianeta America (Fomalhaut V).
- Nei videogiochi Frontier: Elite II e First Encounters, in questo sistema è presente una colonia agricola.
- Nel romanzo A pochi passi dal sole, di Walter Tervis, un'astronave viaggia fino a questo sistema per riportare sulla Terra dell'uranio con cui risolvere i problemi energetici.
- In I giochi mortali di Zelos, di Edmund Cooper, Zelos è il quinto pianeta di Fomalhaut, ed è stato colonizzato nel 2078.
- Nel videogioco Escape Velocity Nova, il sistema di Fomalhaut comprende i mondi abitati Gem e Snowmelt, ed è un piccolo centro di commercio.
- Nel gioco di ruolo Battlelords of the Twenty-Third Century, questo sistema è la patria di una specie aliena nota come Chtalian.
- In Final Fantasy XII, una delle pistole più potenti di Balthier è chiamata Fomalhaut.

 Gamma Andromedae 
- Nel ciclo della Fondazione, una serie di romanzi di Isaac Asimov, sul quarto pianeta di Gamma Andromeda, circa nel 49 EF, avviene un'esplosione in un impianto nucleare che distrugge buona parte del pianeta.

 Gamma Draconis 
- Il romanzo Il pianeta dell'esilio, di Ursula K. Le Giun, si svolge su Werel, il terzo pianeta di Gamma Draconis, noto anche come Alterra.
- Nel videogioco Descent: Freespace 2, Gamma Draconis è un sistema spopolato che tuttavia ha un ruolo fondamentale nella seconda guerra dei terrestri e dei Vasudan contro gli Shivan.
- Nel videogioco Master of Orion II, Gamma Draconis è il sistema d'origine degli Elerian.

 Gamma Orionis (Bellatrix) 
- Nel romanzo Babel-17, di Samuel R. Delany, il pianeta Armsedge ruota attorno a Bellatrix.
- Nel film Il pianeta delle scimmie del 1968, l'equipaggio considera la possibilità di essere precipitati su un pianeta nel sistema di Bellatrix.

 Gamma Trianguli 
- Nell'episodio La mela, della seconda stagione della serie classica di Star Trek, l'Enterprise visita Gamma Trianguli VI, scoprendo che la sua popolazione è mantenuta e controllata da un computer chiamato Vaal. L'equipaggio sceso sul pianeta venne attaccato da Vaal, e Kirk lo distrusse liberando la popolazione.

 Gliese 687 
- Nell'universo del romanzo Rivelazione, di Alastair Reynolds, Haven orbita attorno a Gliese 687.

 Gliese 754 (HD 36395 / Wolf 1453) 
- Il romanzo Murasaki, scritto da diversi vincitori del premio Nebula, è ambientato nel sistema di Gliese 754 (cui è stato dato il nome di "Murasaki"), che ospita due pianeti chiamati Genji e Chujo.

 Groombridge 34 
- Nella serie televisiva Space: Above and Beyond, Goombridge 34 è la posizione della più grande flotta extrasolare terrestre, e il luogo dove era atteso l'attacco dei chigs nell'episodio pilota. Vi si svolge anche la prima parte dell'episodio Mutiny.
- Nell'Original anime video Macross Plus, è una delle possibili posizioni del fittizio sistema "Groombridge 1816", che è detto essere ad 11,7 anni luce di distanza dalla Terra,[14] circa uguale a quella di Goombridge 34 (11,62 anni luce). In Groombridge 1816 vi è il pianeta Eden, dove si trova il New Edwards Test Flight Center.[15] Il nome Groombridge 1816 potrebbe essere un'alterazione del nome della stella (reale) Groombridge 1618.
- Nella serie di videogiochi Halo, questo sistema è il sito di una piattaforma di costruzione decommissionata, dove nel 2531 un gruppo di Spartan-II sono inviati ad investigare attività dei ribelli.
- Nei videogiochi Frontier: Elite II e First Encounters, questo sistema ha tre stelle, diversi giganti gassosi e numerosi pianeti; è molto sviluppato, con diverse colonie e stazioni spaziali.

 Groombridge 1618 
- Nel romanzo Ponte mentale, di Joe Haldeman, un pianeta che orbita attorno a questa stella è il luogo d'origine dei L'Vrai e la posizione del "Goombridge Bridge", un'apparecchiatura di amplificazione psi.
- Nei videogiochi Frontier: Elite II e First Encounters, è un sistema disabitato.
- Nel romanzo Rivelazione, di Alastai Reynolds, vi orbita attorno il pianeta Turqoise.
- Nel romanzo L'equazione di Dio, di Robert J. Sawyer, gli esseri di questo sistema inviano un'astronave per trasformare Betelgeuse in una supernova, un evento che minaccia di distruggere l'umanità e due specie con cui essa è entrata in contatto.

 Iota Horologii 
- Nel romanzo Iota Cycle, di Russel Lutz, Iota Horologii è un sistema colonizzato e terraformato, con sei pianeti (il secondo dei quali è Iota Horologii b) che prendono i nomi dei continenti della Terra (a partire dalla stella Australia, Asia, Europa, Africa, America ed Antartide).
- Nel romanzo Outre Mer, di Michael Puttré, una luna del secondo pianeta del sistema (un gigante gassoso chiamato Adonis) è simile alla Terra ed è chiamato Outre Mer. È popolato da rifugiati umani, discendenti di persone rapite dagli alieni grigi, abitanti di Zeta Reticuli; il pianeta è anche il mondo d'origine dei Duranni, una specie senziente.
- Nella serie di videogiochi Halo, la stella è chiamata Soell e attorno ad essa orbitano Threshold, Basis e Installation 04.

 Izar 
- Nell'episodio della serie classica di Star Trek Il sogno di un folle, il capitano Garth di Izar proviene presumibilmente da questo sistema.

 Kappa Velorum (Markab) 
- Nell'universo di Tékumel, creato da Muhammad Abd-al-Rahman Barker, Markab è il sistema natale degli Hokún.
- Nella serie televisiva Babylon 5, i Markab sono una specie aliena, parte della Lega dei Mondi non Allineati.

 Lacaille 9352 
- Nell'univero di Rivelazione di Alastair Reynolds, vi orbita il pianeta Fand.

 Lalande 21185 
- Nel romanzo Luce di Stelle, di Hal Clement, il pianeta Dhrawn orbita attorno a Lalande 21185.
- Nel romanzo Le Amazzoni di Avtinid, di L. Sprague de Camp, è il sole del pianeta Ormadz.
- Un romanzo di Janusz A. Zajdel è Lalande 21185.
- Nel romanzo Attraverso un mare di soli, di Gregory Benford, Laland 21185 è rinominato Ra, e ha un pianeta, Isis, di tipo terrestre.
- Nell'univero di Rivelazione di Alastair Reynolds, il pianeta Zion orbita attorno ad essa.
- Nel romanzo Star Corps di Ian Douglas, uno dei giganti gassosi in orbita attorno alla stella ha una luna simile alla Terra dove una specie aliena tiene alcuni umani in schiavitù.
- Nel videogioco Civilization II: Test of Time, uno degli scenari comporta la colonizzazione di questo sistema.
- Nei videogiochi Frontier: Elite II e First Encounters, Lalande 21185 è un sistema di industrie pesanti, con una colonia sul pianeta più interno e una stazione spaziale che lo orbita.
- In Timemaster, di Robert L. Foward, tre astronauti creano un wormhole viaggiandovi tra il 2043 e il 2052.
- Nel videogioco Escape Velocity Nova, questa stella è un importante crocevia, e vi orbita il pianeta Diva.

 Lalande 46650 
- Nell'Universo della Lega e della Confederazione, di C.J. Cherryh, Lalande 46650 è il sistema nel quale è situato il pianeta Cyteen e la stazione spaziale omonima; Cyteen è la capitale della Confederazione.

 Lambda Scorpii (Shaula) 
- Nella continuity IDW del fumetto Transformers, il pianeta natale dei Transformers, Cybertron, orbita attorno a Lambda Scorpii, ed è stato reso in gran parte inabitabile dalla guerra.

 Lambda Serpentis 
- Nel gioco di ruolo Blue Planet, Lambda Serprentis II è un pianeta oceanico abitabile, cui viene dato nome Poseidon. Una nave di coloni vi viene inviata prima che sulla Terra la civiltà collassi a causa di una catastrofe ecologica mondiale.
- Nella serie di videogiochi Halo, il pianeta Jericho VII, sede di una colonia umana, è nel sistema di Lambda Serprentis.
- Il libro Star Trek Star Charts, parte non canonica dell'universo di Star Trek, situa nel sistema il pianeta Stameris, menzionato nell'episodio Acquisizione della prima stagione di Star Trek: Enterprise.

 Mu Boötis 
- Nel ciclo di Dune di Frank Herbert, Ix è il nono pianeta di questa stella, chiamata Rodale nei romanzi di Legends of Dune.

 Mu Cassiopeiae 
- Nel ciclo Trigon Disunity di Michael P. Kube-McDowell, un segnale alieno proveniente da Mu Cassiopeiae viene ricevuto sulla Terra; viene scoperto successivamente che il segnale è stato inviato da una colonia umana sul pianeta Journa.

 Nu Ophiuchi (Sinistra) 
- Nell'universo di Tékumel, creato da Muhammad Abd-al-Rahman Barker, il sistema di Nu Ophiuchi ospita il pianeta Tékumel, che viene terraformato e colonizzato dagli umani circa 60.000 anni nel futuro.

 Omicron Persei (Al Atik) 
- In Futurama, gli Omicroniani sono nativi del pianeta Omicron Persei VIII.

 p Eridani (Gliese 66) 
- Nel ciclo dello Spazio Conosciuto di Larry Niven, i Pierin, una specie schiava degli Kzinti, occupavano al tempo della loro conquista diversi pianeti vicino a p Eridani.
- Nell'universo del romanzo Rivelazione, di Alastair Reynolds, p Eridani è la stella attorno a cui orbita il pianeta Ararat, ambientazione del romanzo Absolution Gap.

 Phi Ophiuchi 
- Nel Ciclo dei Principi demoni, di Jack Vance, possiede un pianeta, Sarkovy, il cui asse è perpendicolare al piano orbitale; composto in larga parte da steppe, è abitato da nomadi.

 Phi Orionis 
- Nel romanzo L'opera dello spazio, di Jack Vance, ospita il pianeta Zade (Phi Orionis II), sul quale l'equipaggio della Phoebus allestisce Il barbiere di Siviglia. Vance non specifica se la stella è φ1 Orionis oppure φ2 Orionis che, seppure vicine dalla superficie della Terra, distano tra loro 900 anni luce.

Rigel
- Nel ciclo de I Principi Demoni di Jack Vance ha uno dei tre sistemi planetari più importanti dell'Oikumene assieme a Vega e il Sole. Ha ventisei pianeti abitabili (il Rigel concourse).

 Ross 128 (FI Virginis) 
- Nel romanzo Attraverso un mare di soli, parte della saga del Centro Galattico di Gregory Benford, Ross 128 è il sistema della luna Pocks, simile a Ganimede; sotto la sua coltre di dieci chilometri di ghiaccio giace una specie aliena anfibia.
- Nel ciclo Trigon Disunity di Michael P. Kube-McDowell, viene scoperto che una colonia umana era stata stabilita attorno a Ross 128 circa 50.000 anni fa.
- Nei videogiochi Frontier: Elite II e Frontier: First Encounters, un pianeta di questa stella è adibito a colonia penale.
- Nel videogioco Descent: FreeSpace - The Great War, in questo sistema avviene il primo contatto tra l'Alleanza Vasudan e gli Shivans.
- Nel racconto Galactic North, di Alastair Reynolds, Ross 128 è il punto di origine di una specie di sonde auto-replicanti che minacciano la vita nella galassia.

 Ross 154 (V1216 Sagittarii) 
- Nell'Universo della Lega e della Confederazione, di C.J.Cherryh, Ross 154 è il sito della Glory Station.
- Nei videogiochi Frontier: Elite II e Frontier: First Encounters, la luna Merlin (simile ad Europa) orbita attorno ad un gigante gassoso nel sistema di Ross 154. Il sistema è inoltre il principale punto di inizio di Frontier: Elite II.
- Nel videogioco Terminal Velocity, il pianeta Tai Tenga orbita attorno a questa stella. Il programmatore Tim Hall aveva inizialmente sviluppato questa idea per Doom.
- Nella trilogia L'alba della notte, di Peter F. Hamilton, un pianeta simile alla Terra, Felicity, viene scoperto in orbita attorno a Ross 154 nel 2123; nel 2611, la sua popolazione multietnica non ha ancora trovato un'armonia razziale.

 Ross 248 (HH Andromedae) 
- Nell'Universo della Lega e della Confederazione, di C.J.Cherryh, la stazione spaziale Thule si trova in questo sistema.
- Nel romanzo breve Glacial, di Alastair Reynolds, Ross 248 ospita il pianeta Diadem, su cui gli Stati Uniti tentano, fallendo, di costruire una colonia. In seguito viene scoperto che il pianeta è senziente.

 Rukbat (Alfa Sagittarii) 
- Il pianeta Pern, ambientazione del ciclo dei Dragonieri di Pern ideato da Anne McCaffrey, è collocato in questo sistema.

 Tau Ceti 
- In I robot dell'alba di Isaac Asimov il pianeta Aurora orbita attorno a Tau Ceti
- Il romanzo I reietti dell'altro pianeta, di Ursula K. Le Guin è ambientato nel sistema solare di Tau Ceti.
- In Hyperion di Dan Simmons vi orbita il pianeta Tau Ceti Centro (TC²), capitale dell'Egemonia Umana.
- Nel film Star Trek II: L'ira di Khan, il pianeta Tau Ceti IV, in orbita attorno a Tau Ceti, è il porto di partenza della Kobayashi Maru, una nave fittizia atta a testare il carattere degli ufficiali della Flotta Stellare.
- Nell'episodio Cospirazione della serie Star Trek: The Next Generation, il Capitano Picard incontra un suo vecchio amico in segreto, il Capitano Walker Keel, su un esotico bar di Tau Ceti Prime, il pianeta principale del sistema di Tau Ceti.
- Nella serie televisiva del 1982 Il principe delle stelle, il protagonista è in realtà il principe ereditario del pianeta Quadris, che orbita attorno a Tau Ceti.
- Nel Ciclo dell'invasione e nel Ciclo della Colonizzazione di Harry Turtledove la razza di alieni rettiloidi che intende conquistare la Terra proviene dal secondo pianeta orbitante attorno a Tau Ceti.
- Nell'universo della Lega e della Confederazione immaginato da C.J. Cherryh, intorno a Tau Ceti orbita un pianeta abitabile chiamato Pell, che diviene il centro principale della Lega dei Mercanti.
- Nel film Barbarella, di Roger Vadim e interpretato da Jane Fonda, la protagonista viene inviata dal Presidente della Terra nel sistema di Tau Ceti, per ritrovare il Dottor Duran Duran, inventore del Raggio Cosmico.
- Nel manga e anime Sailor Moon, il sistema solare di Tau Ceti è il luogo di provenienza di una malvagia entità aliena nota come Pharaoh 90.
- Nel videogioco System Shock 2 il pianeta Tau Ceti V orbita attorno alla stella.

 Tau Cygni 
- In Le insegne del comando (1989), episodio di Star Trek: The Next Generation, l'equipaggio dell'Enterprise riceve un ultimatum dalla razza enigmatica degli Sheliak: Entro quattro giorni deve evacuare la colonia umana da Tau Cygni V, che gli alieni intendono colonizzare. L'equipaggio dell'Enterprise utilizza una combinazione di intimidazione e di diplomazia per risolvere la crisi.

 Vega 
- Nel primo romanzo del Ciclo della Fondazione di Isaac Asimov, intitolatoFondazione, Vega era la capitale della provincia di Vega dell'Impero Galattico, una delle più ricche province di tutta la galassia. Uno dei prodotti di base esportati da Vega è il tabacco, di qualità particolarmente elevato.
- Io, l'immortale (anche Io, Nomikos, l'immortale) è un romanzo di fantascienza di Roger Zelazny del 1965. In un futuro postapocalittico in cui la Terra è abitata da appena 4 milioni di persone, Conrad Nomikos deve proteggere un alieno proveniente da Vega la cui missione deciderà il futuro della Terra. Nomikos è un uomo apparentemente giovane ma di cui non si riesce a stabilire la vera età e il vero nome.
- In Contact, romanzo di fantascienza scritto da Carl Sagan e pubblicato nel 1985, ricercatori del SETI ricevono un messaggio da un'intelligenza extraterrestre proveniente dal sistema di Vega.
- In Star Trek, nell'episodio Specchio, specchio del 1967, un guasto del teletrasporto materializza Kirk, McCoy, Scott in un universo parallelo (l'Universo dello specchio) in cui l'equipaggio dell'Enterprise si comporta in modo malvagio e violento. Kirk viene a sapere tra l'altro che la sua controparte è colpevole di atrocità multiple, tra cui il massacro di 5000 coloni umani sul pianeta Vega IX.
- Nell'episodio Vega della serie televisiva Spazio: 1999 la Luna si intromette nella sfera di influenza del pianeta Vega e una delegazione di vegani arrivano alla Base Lunare Alpha per protestare. Dopo il sequestro di due membri della base lunare al sistema di Vega, si scopre che il vegani sono androidi e che Vega è un paradiso artificiale e al tempo stesso una prigione, dove un gruppo di umani che era stato schiavizzato dai robot verrà liberato dagli Alfani.
- In Babylon 5, serie televisiva degli anni novanta, la colonia Vega è un avamposto dell'Alleanza Terrestre nel sistema di Vega, sistema che ospita almeno altri sei pianeti. La colonia di Vega appare spesso nella serie come destinazione di viaggi spaziali e come luogo in cui si trova un centro medico. Le miniere di ghiaccio su Vega VII sono stati perquisite alla ricerca di esplosivi del folle attentatore Robert Carlson.

 Wolf 359 
- In The Dark Side of the Sun, romanzo fantascientifico del 1976 di Terry Pratchett la storia è ambientata in una parte della nostra galassia popolata da 52 specie diverse senzienti. Tutte queste specie, compresa l'umanità, si sono evolute negli ultimi cinque milioni di anni, e tutti si sono evoluti in uno spazio di poche decine di anni luce di diametro centrato su Wolf 359. Il resto della galassia è sterile.
- Nell'episodio della serie televisiva The Outer Limits Wolf 359, scritta da Seeleg Lester, il pianeta Dundee orbita attorno alla stella.
- Nell'Universo di Star Trek la Battaglia di Wolf 359 è il primo grande combattimento fra la Federazione Unita dei Pianeti e i Borg, vinta in maniera devastante da questi ultimi. La battaglia ebbe notevole importanza negli eventi storici fittizi del media franchise e verrà rivisitata anche nell'episodio pilota di Star Trek: Deep Space Nine (L'emissario) e in un episodio di Star Trek Voyager (Regressione infinita).

 Zeta Aquilae 
- Nel videogioco sparatutto in prima persona Descent II, Zeta Aquilae è il nome del pianeta dove si svolgono i primi quattro livelli.

 Zeta Orionis 
- Nell'episodio della prima stagione della serie classica di Star Trek Uccidere per amore, il capitano Kirk afferma che nel 2030 è vissuto un romanziere nato su un pianeta orbitante "attorno alla stella più a sinistra della Cintura di Orione".
- Nel romanzo di Jack McDevitt Infinity Beach, il primo contatto tra l'umanità e forme di vita extraterrestre avviene a Zeta Orionis.

 Zeta Reticuli 
- Nel romanzo Silicon Embrace, di John Shirley, una specie aliena proveniente da Zeta Reticuli influenza l'evoluzione dell'umanità.
- Nel film Alien, Lambert (il navigatore) dichiara che l'astronave si trova vicino a Zeta2 Reticuli; il sistema contiene una luna chiamata LV-426.
- Nella serie televisiva Space: Above and Beyond, Zeta Reticuli è il sistema natale dei Chig, è anche il luogo nove si trovano i corpi designati come 2063F (il mondo dei Chig), 2064K (Anvil), 2064R e Ixion,
- Nel ciclo dello Spazio conosciuto, Zeta Reticuli è il sistema natale dei Pierin.
- Nel romanzo The Bushido Incident di Betty Anne Crawford, una specie originaria di Zeta Reticuli scambia le proprie avanzate conoscenze mediche con i terrestri in cambio della possibilità di mandare membri ammalati della propria specie sulla Terra.
- Nel gioco di ruolo su Internet Maple Story, oltre agli umani e alle altre creature del "Mondo di Maple", le uniche forma di vita sono degli alieni provenienti da Zeta Reticuli.
- Nella serie tv Seven Days, l'astronave aliena caduta a Roswell, come gli alieni che la guidano, proviene da Zeta Reticuli.